# Центр Бадди Холли
Центр Бадди Холли — музей исполнительского и визуального искусства в городе Лаббок, штат Техас, посвященный Бадди Холли, а также музыке Западного Техаса в более широком смысле.

## История

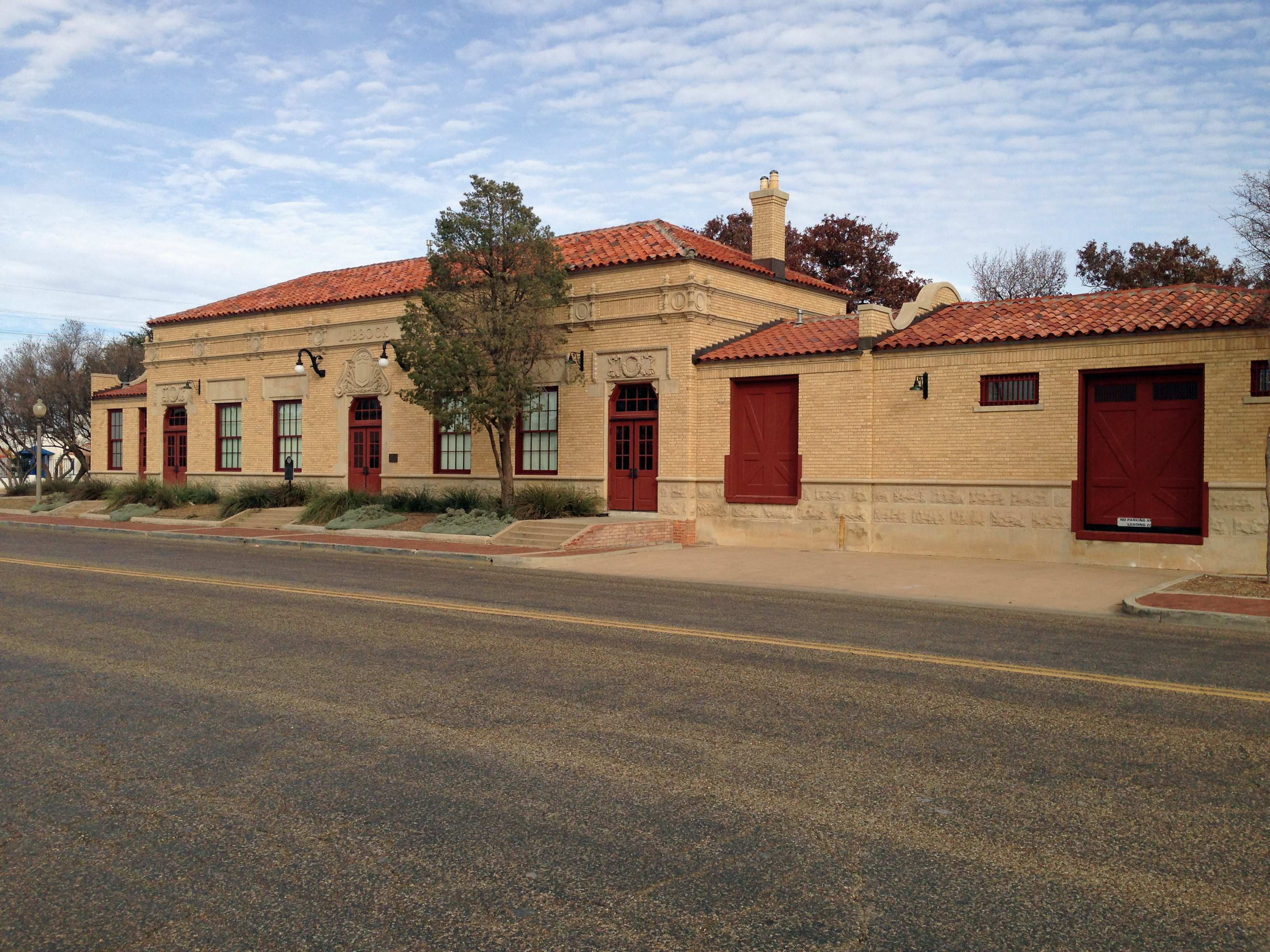
Здание депо в 2013 году

Здание, в котором расположен Центр Бадди Холли, было построено в 1928 году в качестве железнодорожного депо дороги Fort Worth and Denver South Plains Railway. Его проект был разработан архитектором из города Форт-Уэрт — Wyatt Cephus Hedrick в стиле неоренессанс. Затем здание использовалось как железнодорожный вокзал (до 1953 года), когда он был закрыт и впоследствии служило как склад. В 1976 году здание было вновь открыто уже как ресторан. В 1979 году оно стало первым объектом в списке исторических памятников города Лаббок, и в 1990 году было внесено в Национальный реестр исторических мест США. Ресторан был закрыт в 1997 году, и здание перешло городу.

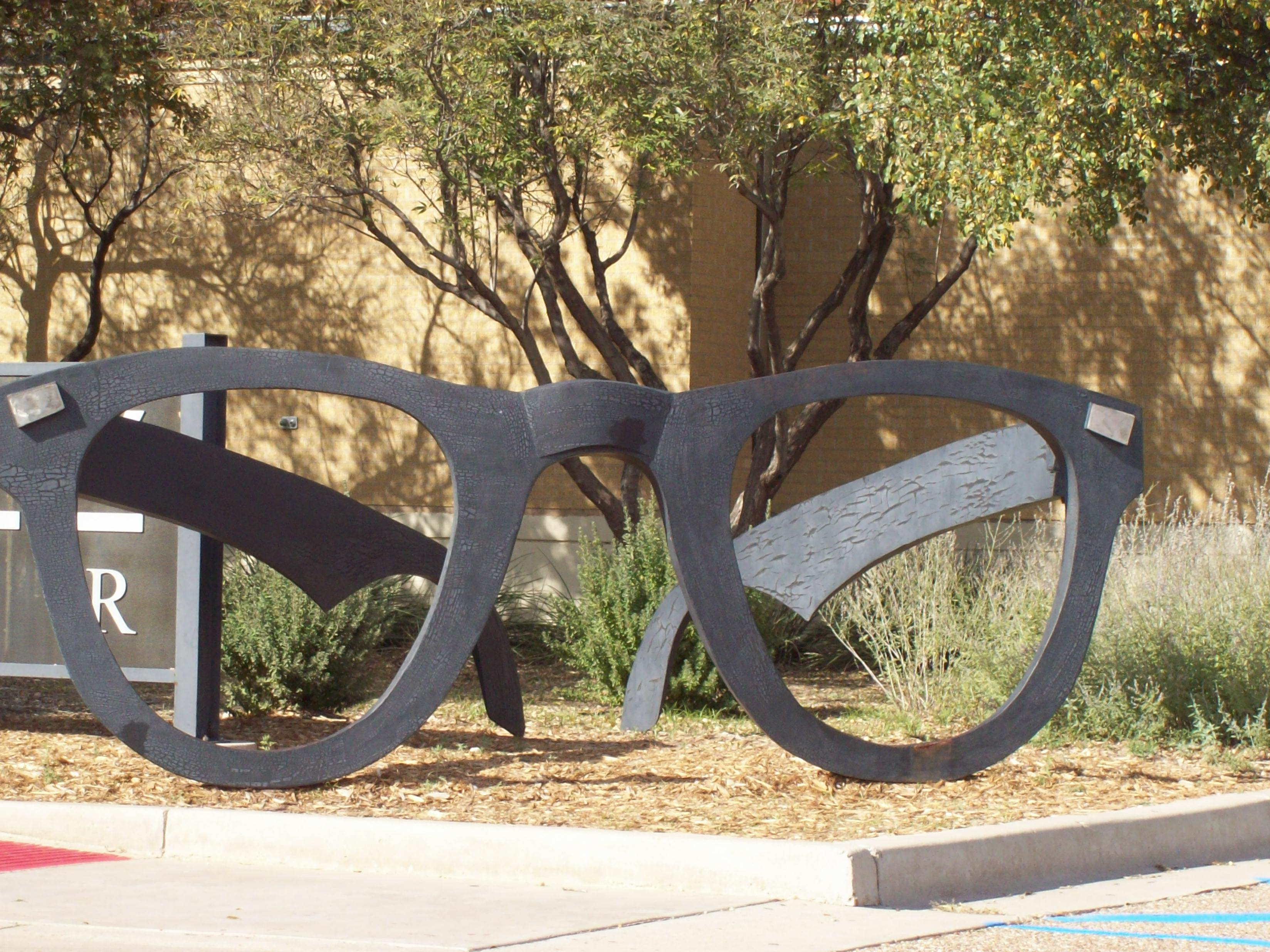
Очки Бадди Холли, скульптура

В 1984 году город основал собственный Центр изобразительных искусств (Fine Arts Center). К 1996 году в Лаббоке было накоплено большое количество вещей, связанных с Бадди Холли и его имуществом. После приобретения бывшего здания депо в 1997 году, городские власти решили превратить его в объект, который мог бы стать центром изобразительного искусства, а также служить для хранения коллекции из артефактов Бадди Холли. Здание депо было отремонтировано и восстановлено до своего оригинального вида.

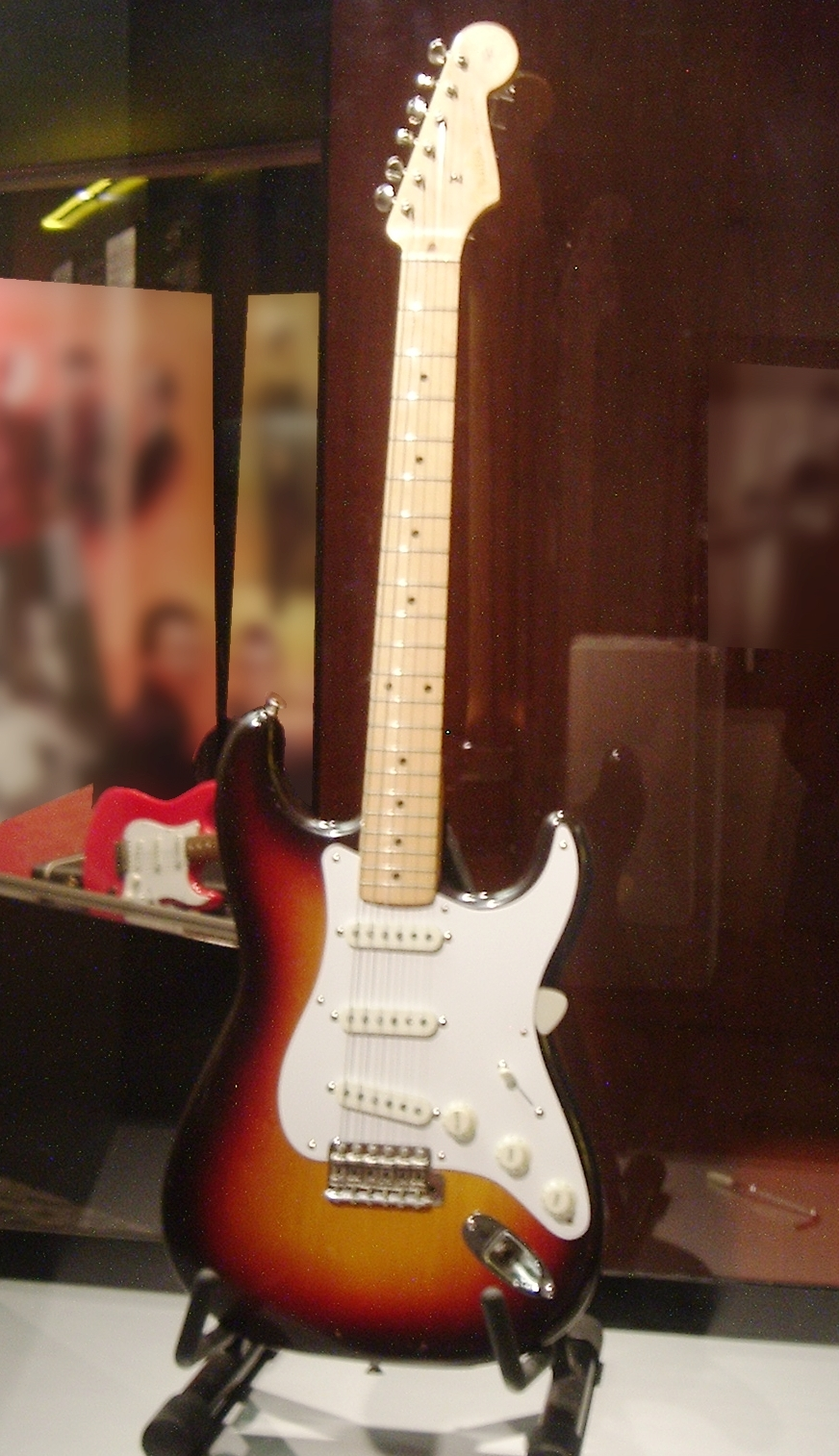
Гитара Бадди Холли Fender Stratocaster

Новый муниципальный центр, задуманный как культурный центр изобразительного искусства, посвященный американскому певцу и автору песен — Бадди Холли, а также музыке Западного Техаса, был открыт 3 сентября 1999 года, за четыре дня до день рождения Холли. В нем имеются: постоянная галерея с коллекцией вещей Бадди Холли; Зал славы техасской музыки с экспонатами, посвященными западно-техасским музыкантам; городская галерея изобразительных искусств и три дополнительных галереи для выставки передвижных экспонатов. В мае 2002 года рядом с главным входом в центр была установлена крупногабаритная скульптура роговых очков, отличающих Бадди Холли, созданная Стивом Титерсом (англ. Steve Teeters). В 2010 году в западном крыле центра был проведен капитальный ремонт, существенно обновивший пространство музея. В 2013 году здесь был размещен восстановленный дом Джерри Эллисона, бывшего барабанщика группы The Crickets, с которой выступал Бадди Холли (открыт для публики 7 сентября этого же года).
В октябре 2014 года Пол Маккартни провёл в центре концерт, в ходе которого рассказал о влиянии Холли на музыку The Beatles. В августе 2015 года здесь же выступила американская певица и актриса Патрисия Вонне.